# Germans de Buffalo
Les Germans de Buffalo (en anglais : Buffalo Germans) étaient une équipe américaine de basket-ball. Il s'agit d'une des plus anciennes puisqu'elle a été formée en 1895, dans un YMCA du Buffalo's East Side.  L'équipe disparaît en 1925.

## Historique
L'équipe a été créée en 1895, ce qui en fait l'une des plus anciennes au monde.  Le basket-ball est présenté aux Jeux olympiques de 1904 en tant qu'épreuve en démonstration, et les Germans remportent le titre olympique en gagnant leurs 4 matchs.
Entre 1908 et 1910 l'équipe va remporter 111 succès consécutifs. Chuck Taylor aurait d'ailleurs évolué dans l'équipe juste après cette époque[réf. souhaitée].
L'équipe disparaît finalement en 1925 avec un bilan de 792 victoires et 86 défaites.
La National Basketball Association honorera cette équipe en l'accueillant en 1961 dans son NBA Basketball Hall of Fame.

## L'effectif

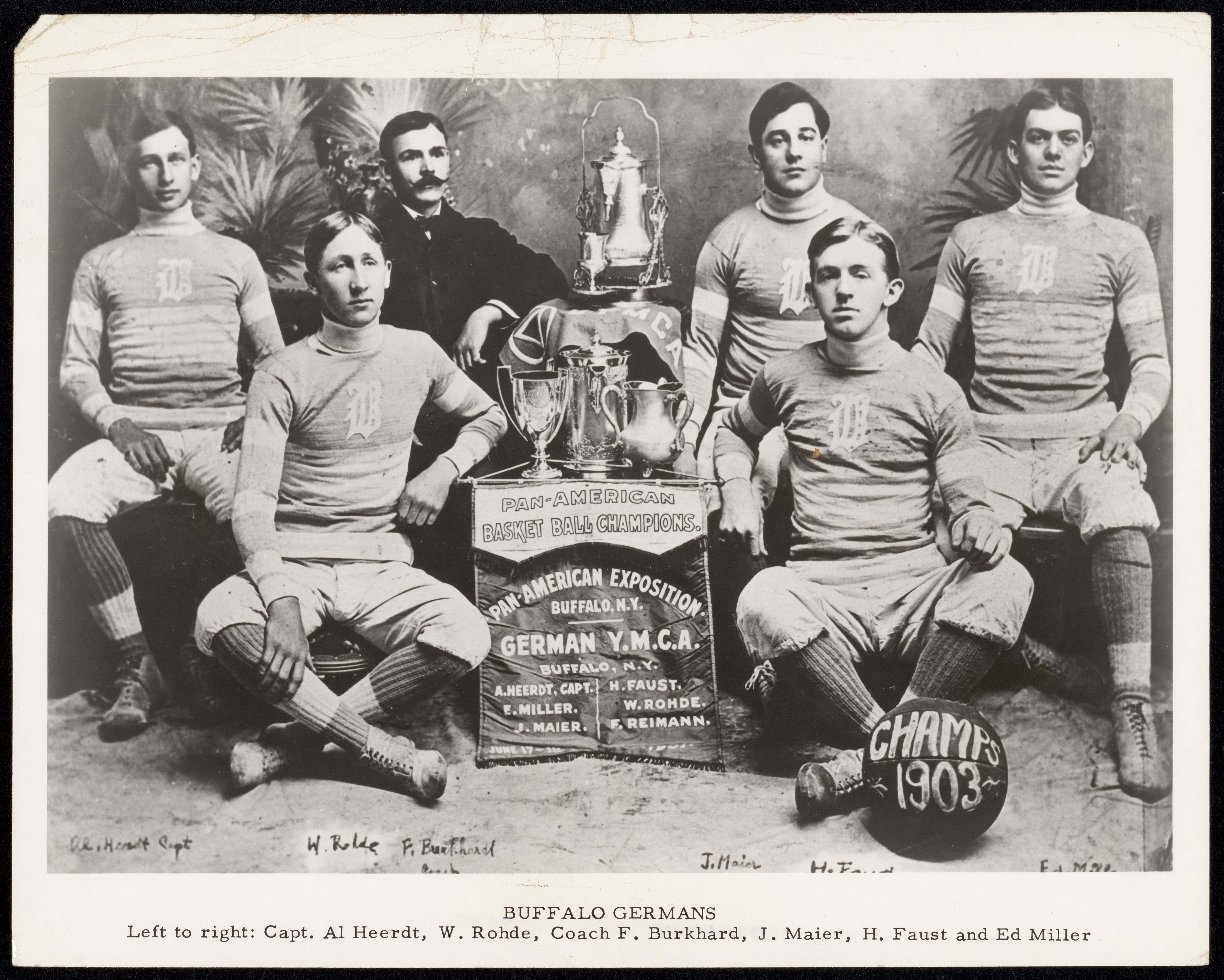
L'équipe en 1903

L'équipe était composée de : Dr. Fred Burkhardt (entraîneur), Philip Dischinger, Henry J. Faust, Alfred A. Heerdt (capitaine), Edward Linneborn, John I. Maier, Albert W. Nanweiler, Edward C. Miller, Harry J. Miller, Charles P. Monahan, George L. Redlein, Edmund Reimann, Williams C. Rhode et George Schell.